# Roudsar
Roudsar este un oraș din Iran.